# Laura Gómez (actrice)
Pour les articles homonymes, voir Laura Gómez.
Laura Gómez est une actrice, réalisatrice, productrice  et scénariste américaine, née en 1979 dans le New Jersey.
Elle se fait connaître du grand public par le rôle de Blanca Flores dans la série Orange Is the New Black (2013-2019).

## Biographie
En 2013, elle décroche le rôle de Blanca Flores dans Orange Is the New Black, produite et diffusée par Netflix.

## Filmographie

### Actrice

#### Cinéma

##### Longs métrages
- 1998 : Victimas del poder de George Lendeborg Sr.
- 2000 : Provocación de Jorge Luke
- 2008 : Crimen de Etzel Báez : Dedé Mirabal
- 2016 : Suspicions de Gee Malik Linton : Eva De La Cruz
- 2016 : America Adrift de Christopher James Lopez : Wilma
- 2017 : Sambá de Israel Cárdenas et Laura Amelia Guzmán : Luna Torres
- 2017 : Maggie Black de Stanley Brode : Kim
- 2022 : Border Line (Upon Entry (La llegada)) d'Alejandro Rojas, Juan Sebastián Vásquez : l'agent Vásquez
- 2024 : La cocina d'Alonso Ruizpalacios : Laura

##### Courts métrages
- 2008 : Pinchos y Rolos de Freddy Vargas : Elizabeth
- 2009 : Cleaning Law de Rod Lopez : Laura
- 2009 : Nueva York de Manolo Celi : la mère porto-ricaine
- 2012 : To Kill a Roach d'elle-même : Alicia
- 2012 : Cheesecake and Tango de Soleidy Mendez : Diana
- 2013 : Truth Will Out d'Anthony Ruiz et Ed Trucco : Mamacita
- 2014 : Yo, la peor de todas de Francisco Lupini : Paula
- 2014 : Hallelujah d'elle-même : Natalia
- 2015 : Trabajo de Kase Pena : Lili
- 2015 : Uniform d'Ellie Foumbi et Michael Niederman : Nadine

#### Télévision

##### Séries télévisées
- 2008 : New York, police judiciaire : Claudia (1 épisode)
- 2013-2019 : Orange Is the New Black : Blanca Flores (74 épisodes)
- 2014 : Hit Women : Dannie Barry (1 épisode)
- 2014-2015 : New York, unité spéciale : Selena Cruz (3 épisodes)
- 2015 : Show Me a Hero : Dama Montero (mini-série - 5 épisodes)

### Réalisatrice
- 2012 : To Kill a Roach (court métrage) - également productrice et scénariste
- 2014 : Hallelujah (court métrage) - également productrice et scénariste
- 2015 : The Iron Warehouse (court métrage) - également productrice

## Distinctions
Sauf indication contraire ou complémentaire, les informations mentionnées dans cette section proviennent de la base de données IMDb.

### Récompenses
- Screen Actors Guild Awards 2017 : meilleure distribution pour une série télévisée comique pour Orange Is the New Black (récompense partagée)

### Nominations
- La Silla 2018 : meilleure actrice dans un second rôle pour Sambá
- Screen Actors Guild Awards 2018 : meilleure distribution pour une série télévisée comique pour Orange Is the New Black (nomination partagée)